# يوكونيديا
يوكونيديا (بالإنجليزية: Yukoniidae) هي فصيلة منقرضة من الثلاثيات الفصوص البدائية، عاشت خلال العصر الكامبري المبكر. تُعد هذه الفصيلة جزءًا من أوليّات ثلاثية الفصوص، وهي رتيبة من الثلاثيات الفصوص، وتُعتبر مع الفصيلة البالتيية (Protolenidae) من الأسلاف المفترضة للمجموعة الأكثر تطورًا ثلاثية الفصوص الحقيقية (Eutrilobita). وهي تُعتبر أحفورية مرشحة لسلف ثلاثيات الفصوص الأكثر
تطورًا.

## الأنواع
تشمل هذه الفصيلة الأجناس التالية:
- Yukonia

يوكونيا (بالإنجليزية: Yukonia) هو جنس منقرض من الثلاثيات الفصوص، ينتمي إلى فصيلة يوكونيديا ضمن رتيبة إيوديسكينا من رتبة أغنوستيدا. وُصف هذا الجنس لأول مرة في عام 1968 من قبل عالم الحفريات الأمريكي ألبرت آر. بالمر، استنادًا إلى عينات عُثر عليها في ألاسكا. يتميز النوع النموذجي Yukonia intermedia بامتلاكه ثلاثة أجزاء صدرية، الجزء الأمامي منها يحتوي على أشواك جانبية قوية موجهة إلى الخلف، بالإضافة إلى درع ذنبي يحتوي على محور يتكون من ثلاث إلى سبع حلقات.
- Fallotaspis

فالوتاسبس (بالإنجليزية: Fallotaspis) هو جنس منقرض من الثلاثيات الفصوص، ينتمي إلى فصيلة فالوتاسبيديدي ضمن رتبة ريدليخيدا. عاش هذا الجنس خلال العصر الكمبري المبكر، وتحديدًا في مرحلة أتابانيان، وعُثر على حفرياته في مناطق من الولايات المتحدة الأمريكية (خاصةً في نيفادا) والمغرب. يتميز فالوتاسبس بامتلاكه هيكلًا خارجيًا مسطحًا نسبيًا، وغلابيلا (الجزء المركزي من الرأس) تتناقص تدريجيًا نحو الأمام، بالإضافة إلى درع رأسي نصف دائري الشكل مع خدود مستديرة تمتد إلى أشواك طويلة. يحتوي الصدر على ما يصل إلى 21 قطعة، والدرع الذنبي صغير جدًا.
الأنواع المعروفة:
1. Fallotaspis typica
2. Fallotaspis bondoni
3. Fallotaspis longa
4. Fallotaspis longispina
5. Fallotaspis plana
6. Fallotaspis planospinosa
7. Fallotaspis tazemmourtensis
8. Fallotaspis inexspectatus
9. Fallotaspis ljugneri
10. Fallotaspis mongolicus

- Parafallotaspis

بارافالوتاسبس (بالإنجليزية: Parafallotaspis) هو جنس منقرض من الثلاثيات الفصوص، ينتمي إلى فصيلة يوكونيديا ضمن رتيبة إيوديسكينا من رتبة أغنوستيدا. وُصف هذا الجنس لأول مرة في عام 1972 من قبل الباحث فريتز، ويُعتقد أنه عاش خلال العصر الكمبري المبكر. يتميز بسمات تشريحية مشابهة لجنس فالوتاسبس، مع اختلافات في تفاصيل الغلابيلا والدرع الذنبي.
- Neofallotaspis

نيوفالوتاسبس (بالإنجليزية: Neofallotaspis) هو جنس منقرض من الثلاثيات الفصوص، ينتمي إلى فصيلة يوكونيديا ضمن رتيبة إيوديسكينا من رتبة أغنوستيدا. وُصف هذا الجنس لأول مرة في عام 1996 من قبل الباحث جيرد جيير، استنادًا إلى عينات عُثر عليها في المغرب. يتميز بامتلاكه غلابيلا تتناقص تدريجيًا نحو الأمام، ودرع رأسي نصف دائري مع خدود مستديرة تمتد إلى أشواك طويلة، ودرع ذنبي صغير نسبيًا.
- Sabellapis

سابيلاپيس (بالإنجليزية: Sabellapis) هو جنس منقرض من الثلاثيات الفصوص، ينتمي إلى فصيلة يوكونيديا ضمن رتيبة إيوديسكينا من رتبة أغنوستيدا. وُصف هذا الجنس لأول مرة في عام 1993 من قبل الباحث جيرد جيير، استنادًا إلى عينات عُثر عليها في المغرب. يتميز بامتلاكه غلابيلا ضيقة ودرع رأسي نصف دائري مع خدود مستديرة تمتد إلى أشواك، بالإضافة إلى درع ذنبي صغير.